# ウッダーラカ・アールニ
ウッダーラカ・アールニ（梵: Uddālaka Āruṇi）は、紀元前8世紀のインドの哲学者。ヤージュニャヴァルキヤとならび、初期のウパニシャッドに登場する古代インド最大の哲人のひとり。ヤージュニャヴァルキヤの師と伝わる。生没年不詳。

## 概略
ウッダーラカ・アールニの思想は「有（う）の哲学」として著名であり、『サーマ・ヴェーダ』の奥義書『チャーンドーギヤ・ウパニシャッド』の6章に、わが子シュヴェータケートゥへ向けたメッセージというかたちで記載された教えが特に知られている。
それによれば、宇宙のはじまりは当初「有」のみであったが、「有」は火・水・食物を創造し、そのなかへアートマン（真我）として入り込み、3者を混合して名称 nāma および形態 rūpa となって運動を繰り広げることとなった。人の死は、このプロセスを逆にたどって「有」に帰ることであるとした。後世の思想家にきわめて大きな影響と問題意識をのこし、仏教における「無」の思想もウッダーラカ・アールニの思想から多大の示唆を得ている。